# St. Kilian (Haßfurt)

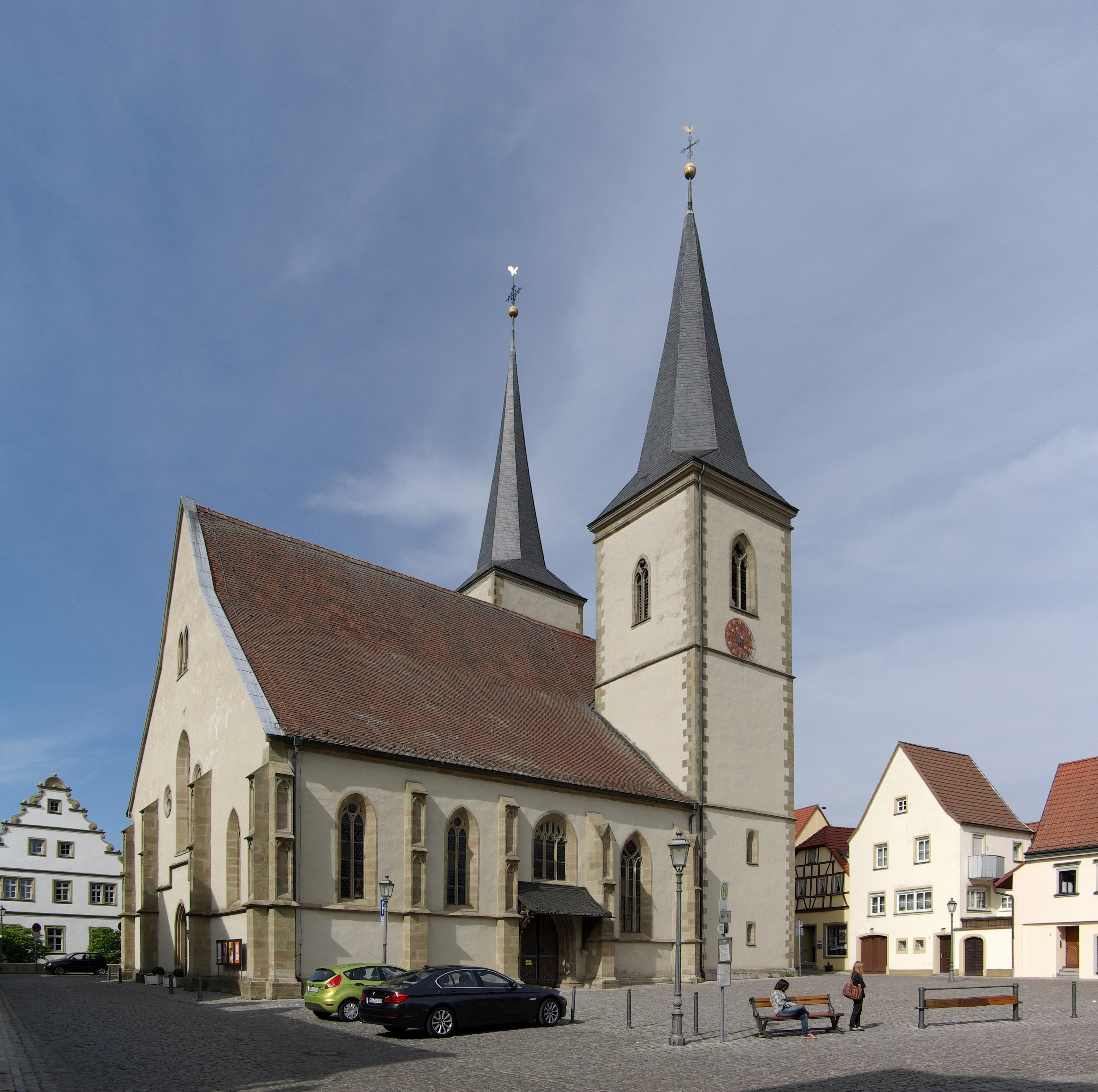
Die Pfarrkirche St. Kilian

Die Pfarrkirche St. Kilian, Kolonat und Totnan ist die katholische Hauptkirche der Kreisstadt Haßfurt im Regierungsbezirk Unterfranken in Bayern. Die gotische Pseudobasilika (Staffelhalle) birgt in ihrem Inneren zwei Skulpturen Tilman Riemenschneiders und einige Werke seiner Werkstatt.

## Geschichte
Die erste Pfarrkirche stand an der Stelle der heutigen Ritterkapelle in der Vorstadt. Im 14. Jahrhundert verlegte man die Hauptkirche an den Nordrand des Marktplatzes. Die alte Kirche wurde als Taufkirche weiterbenutzt.

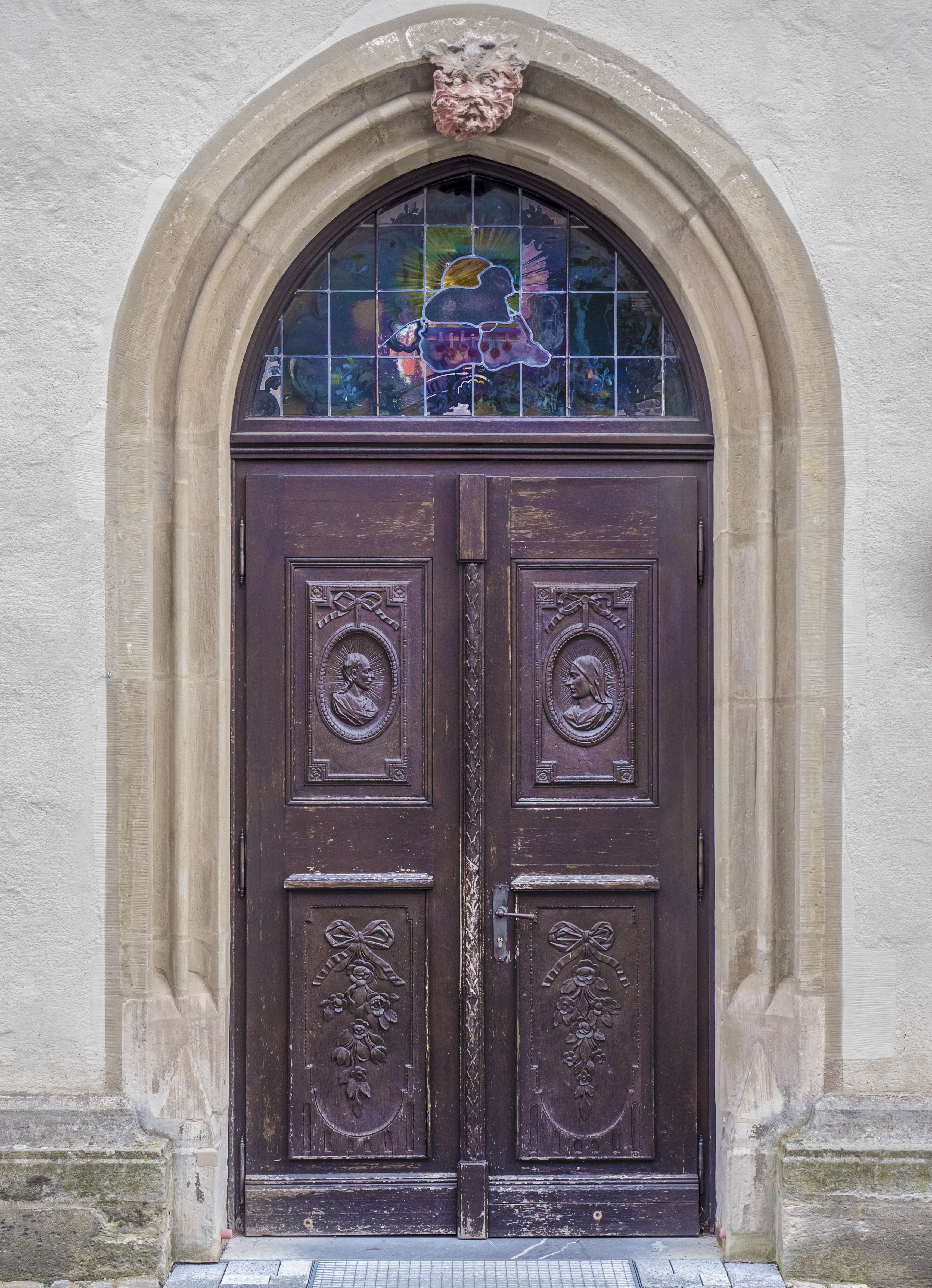
Pfarrkirche Tür mit Blattmaske

1339 lag die Pfarrkirche noch vor der Stadt, 1363 erteilte Papst Urban V. bereits einen Ablass von 40 Tagen zugunsten des Neubaus. Der Baubeginn ist also um 1350 anzusetzen.
Diese erste neue Pfarrkirche ersetzte man ab 1390 (Grundsteinlegung) durch die heutige Staffelhalle. Von der alten Kirche wurden die beiden unteren Geschosse des Südturmes übernommen.
Der älteste Bauabschnitt ist der Chor. Anschließend begannen unter dem Würzburger Bischof Johann II. von Brunn die Arbeiten am Langhaus, dessen einfache Kreuzrippengewölbe allerdings erst Ende des 15. Jahrhunderts eingezogen wurden. Das Langhaus weist zahlreiche Gemeinsamkeiten mit der Marienkirche im nahen Königsberg auf. Wahrscheinlich betreute der unbekannte Baumeister beide Baustellen gleichzeitig.
Gegen 1440 fügte man zum alten Turm ein etwas kleineres Gegenstück auf der Südseite hinzu.
Ende des 17. Jahrhunderts begann die Barockisierung, in den Seitenschiffen wurden Emporen eingefügt (nicht erhalten). Drei der fünf Altäre wurden durch „zeitgemäße“ Arbeiten ausgetauscht. Gegen 1750 kam noch ein Marienaltar hinzu.
1884 bis 1890 führte die Kirchengemeinde die Regotisierung der Pfarrkirche durch. Die barocke Ausstattung wurde größtenteils entfernt, die Emporen aber belassen.
Das zwanzigste Jahrhundert brachte erneute Eingriffe in den Kirchenraum, die mittelalterliche Farbigkeit wurde erstmals 1927/28 wiederhergestellt. Eine zweite Renovierung des Innenraums erfolgte 1960 bis 1966. 1982 bis 1984 erhielt das Äußere einen Neuanstrich. Die letzten größeren Maßnahmen im Inneren waren die Umgestaltung des Chorraumes und die teilweise Neuausstattung 1990 bis 1992.

## Beschreibung
Die dreischiffige, vierjochige Pseudobasilika ist mit einfachen Kreuzgewölben überspannt. Der einjochige Chor mit 5/8-Schluss wird von den beiden Türmen flankiert.
Die Fassade trägt weißen Kalkputz, die Strebepfeiler und Fenstergewände wurden steinsichtig belassen. Die Türme wurden unter Fürstbischof Julius Echter von Mespelbrunn mit typisch nachgotischen Spitzhelmen, den sogenannten Julius-Echter-Türmen, bekrönt. An der Ostseite des Chores befindet sich ein Sandsteinrelief der Kreuzigung, darunter verkündet eine Inschriftentafel die Grundsteinlegung unter Gerhart von Schwarzburg (1390).
Auf die Staffelhalle (das Mittelschiff ist basikal erhöht, aber unbelichtet) verweist außen die große, im oberen Teil geknickte Dachfläche.
Die Kirche besitzt je ein einfaches Portal an der nördlichen Langhausseite und der westlichen Giebelseite; an der südlichen Langhausseite zum Marktplatz befindet sich ein großes Portal mit einem Holzvordach. Die Fenstermaßwerke wurden größtenteils im 19. Jahrhundert erneuert.
Der Nordturm birgt in seinen beiden Untergeschossen eine bemerkenswerte doppelgeschossige Kapellenanlage. Das Untergeschoss (heute Sakristei) ist netzgewölbt. Der obere Raum weist ein reich figuriertes Sterngewölbe auf. Der Raum springt außen erkerartig vor, die drei Fensteröffnungen sind mit aufwändigen Fischblasenmaßwerken geschmückt.

## Ausstattung

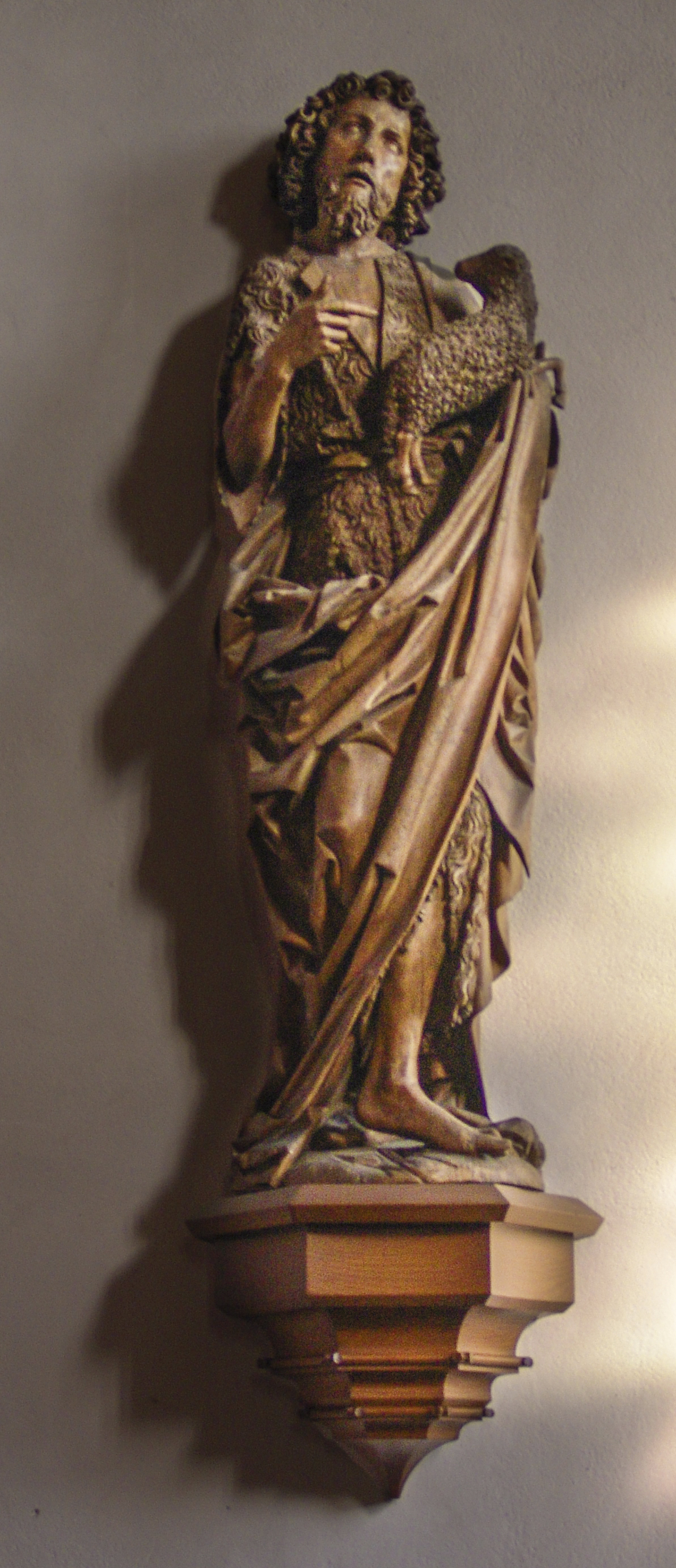
Holzfigur Johannes des Täufers von Tilman Riemenschneider

Vor dem Hochaltar baute Josef Felkl 1992 den einfachen Zelebrationsaltar aus Burgpreppacher Sandstein, der links vom neuen Taufstein begleitet wird.
Der eigentliche Hochaltar ist eine moderne Zusammenstellung mittel- und nachmittelalterlicher Ausstattungsstücke. Im Altarschrein stehen die drei Frankenapostel und Kirchenpatrone (Riemenschneiderwerkstatt, um 1500) auf schlichten Holzsockeln. In die Predella sind vier Reliefs aus dem Marienleben (1606) eingelassen.
Als eigenhändige Werke des großen Würzburger Bildhauers Tilman Riemenschneider werden die beiden ungefassten (unbemalten) Holzfiguren des Heiligen Johannes der Täufer und der Muttergottes mit dem Kind (Haßfurter Madonna) angesehen. Die beiden Statuen sind in den Seitenschiffen aufgestellt.
An den Wänden der Seitenschiffe haben neugotische Kreuzwegstationen ihren Platz gefunden. Die Kreuzigungsgruppe über dem Chorbogen ist das Werk von Anton Rückel (1963).